# Tomelloso
Tomelloso är en ort i Spanien. Den ligger i provinsen Provincia de Ciudad Real och regionen Kastilien-La Mancha, i den centrala delen av landet, 150 km söder om huvudstaden Madrid. Tomelloso ligger 669 meter över havet och antalet invånare är 38 095.
Terrängen runt Tomelloso är platt. Runt Tomelloso är det ganska tätbefolkat, med 120 invånare per kvadratkilometer. Tomelloso är det största samhället i trakten. Omgivningarna runt Tomelloso är i huvudsak ett öppet busklandskap.
Från Tomelloso går det motorväg till bland annat Toledo och Madrid. 